# Tanzania minutus
Tanzania minutus – gatunek pająka z rodziny skakunowatych.
Gatunek ten opisany został w 2000 roku przez Wandę Wesołowską i Anthony’ego Russella-Smitha jako Lilliput minutus. Opisu dokonano na podstawie dwóch okazów z Mkomazi Game Reserve.
Drobny pająk o wysokim  karapaksie długości 0,8 mm, ubarwionym żółtawo z brązową łatką pośrodku części tułowiowej, brązową linią przy krawędziach bocznych i czarną, metaliczną okolicą oczu. Na pokrycie karapaksu składają się szare, długie włoski, a przy oczach drobne, jasne łuski. Narządy gębowe i sternum żółte. Opistosoma długości 0,8-0,9 mm, porośnięta długimi włoskami brązowego koloru, ubarwiona żółto z ciemnym paskiem i prawie czarnymi kądziołkami. Samiec ma pomarańczowe nogogłaszczki o sierpowatym embolusie z szeroką nasadą. Żółto-czarne odnóża porastają długie, brązowe włoski.
Pająk afrotropikalny, znany z Tanzanii i Południowej Afryki.